# Comisión Nacional Deportiva Estudiantil de Instituciones Privadas
Comisión Nacional Deportiva Estudiantil de Instituciones Privadas (CONADEIP) – organizacja zajmująca się organizacją rozgrywek College football w Meksyku. CONADEIP powstała w roku 2010 w wyniku rozłamu w ONEFA. 

## Historia
Rozgrywki rozpoczęto w 2010 roku kiedy to Technologiczny Instytut Wyższych Studiów w Monterrey (ITESM) wraz ze swoimi drużynami kampusowymi oraz Uniwersytet de las Americas w Puebli (UDLAP) i Uniwersytet Regiomontana w Monterrey (UR), opuściły związek ONEFA. W roku 2020 CONADEIP i ONEFA połączyły się ponownie.

## Drużyny Primera Fuerza 2019
- Aztecas (UDLAP) Puebla
- Borregos Salvajes (ITESM) kampus Ciudad de México
- Borregos Salvajes (ITESM) kampus Monterrey
- Borregos Salvajes (ITESM) kampus Puebla
- Borregos Salvajes (ITESM) kampus Toluca
- Borregos Salvajes (ITESM) kampus Guadalajara
- Borregos Salvajes (ITESM) kampus Querétaro
- Potros (ITSON) Obregón
- Cimarrones (UABC) Tijuana
- Zorros (CETYS) kampusy Mexicali i Tijuana

## Finały
| Rok  | Zdobywca                          | Wicemistrz                               | Wynik |
| ---- | --------------------------------- | ---------------------------------------- | ----- |
| 2010 | Aztecas UDLAP                     | Borregos Monterrey                       | 17-10 |
| 2011 | Borregos Salvajes ITESM Monterrey | Águilas Blancas IPN                      | 34-3  |
| 2012 | Borregos Salvajes ITESM Monterrey | Borregos Salvajes ITESM Ciudad de México | 17-6  |
| 2013 | Aztecas UDLAP                     | Borregos Salvajes ITESM Monterrey        | 38-24 |
| 2014 | Aztecas UDLAP                     | Borregos Salvajes ITESM Toluca           | 17-14 |
| 2015 | Borregos Salvajes ITESM Monterrey | Aztecas UDLAP                            | 33-23 |
| 2016 | Aztecas UDLAP                     | Borregos Salvajes ITESM Monterrey        | 43-40 |
| 2017 | Borregos Salvajes ITESM Toluca    | Aztecas UDLAP                            | 31-28 |
| 2018 | Zorros CETYS                      | Borregos ITESM Queretaro                 | 50-23 |
| 2019 | Borregos Salvajes ITESM Toluca    | Aztecas UDLAP                            | 27-13 |